# 粗體突吻鱈
粗體突吻鱈（学名：Coryphaenoides asper），又名鱈魚，为輻鰭魚類鱈形目鼠尾鱈科突吻鱈屬下的一个种，為深海底棲性魚類，分布於西北太平洋日本南部海域，棲息在底中層水域，生活習性不明。